# クリバーン郡 (アーカンソー州)
クリバーン郡（英: Cleburne County）は、アメリカ合衆国アーカンソー州の中央部北に位置する郡である。2010年国勢調査での人口は25,970人であり、2000年の24,046人から8.0%増加した。郡庁所在地はヒーバースプリングス市（人口7,165人）であり、同郡で人口最大の都市でもある。面積最大の都市はグリアズフェリー市である。クリバーン郡は1883年2月20日にアーカンソー州75番目の郡として設立され、最新の郡となっている。郡名はアーカンソー準州から南軍の将軍を務めたパトリック・クリバーンに因んで名付けられた。アルコール飲料の販売が禁止される禁酒郡である。

## 地理
アメリカ合衆国国勢調査局に拠れば、郡域全面積は591.91平方マイル (1,533.0 km2)であり、このうち陸地553.05平方マイル (1,432.4 km2)、水域は38.86平方マイル (100.6 km2)で水域率は6.57%である。郡内の水域の大半はグリースフェリー湖であり、西に隣接するヴァンビューレン郡にまで広がっている。

### 主要高規格道路
| - アーカンソー州道5号線 - アーカンソー州道16号線 - アーカンソー州道25号線 - アーカンソー州道25号線産業道路 - アーカンソー州道25号線支線 | - アーカンソー州道87号線 - アーカンソー州道92号線 - アーカンソー州道107号線 - アーカンソー州道110号線 - アーカンソー州道124号線 | - アーカンソー州道210号線 - アーカンソー州道225号線 - アーカンソー州道263号線 - アーカンソー州道336号線 - アーカンソー州道337号線 - アーカンソー州道356号線 - アーカンソー州道980号線 |

### 隣接する郡
- ストーン郡 - 北
- インディペンデンス郡 - 北東
- ホワイト郡 - 南東
- フォークナー郡 - 南西
- ヴァンビューレン郡 - 西

## 人口動態

人口ピラミッド

以下は2000年の国勢調査による人口統計データである。
| 基礎データ - 人口: 24,046人 - 世帯数: 10,1902 世帯 - 家族数: 7,408 家族 - 人口密度: 17人/km2（44人/mi2） - 住居数: 13,732軒 - 住居密度: 10軒/km2（25軒/mi2） 人種別人口構成 - 白人: 98.20% - アフリカン・アメリカン: 0.12% - ネイティブ・アメリカン: 0.47% - アジア人: 0.15% - 太平洋諸島系: 0.02% - その他の人種: 0.15% - 混血: 0.89% - ヒスパニック・ラテン系: 1.17% 年齢別人口構成 - 18歳未満: 21.3% - 18-24歳: 6.6% - 25-44歳: 24.1% - 45-64歳: 26.9% - 65歳以上: 21.1% - 年齢の中央値:44歳 - 性比（女性100人あたり男性の人口） - 総人口: 93.9 - 18歳以上: 92.5 | 世帯と家族（対世帯数） - 18歳未満の子供がいる: 26.3% - 結婚・同居している夫婦: 61.7% - 未婚・離婚・死別女性が世帯主: 79% - 非家族世帯: 27.3% - 単身世帯: 24.4% - 65歳以上の老人1人暮らし: 12.3% - 平均構成人数 - 世帯: 2.33人 - 家族: 2.74人 収入と家計 - 収入の中央値 - 世帯: 31,531米ドル - 家族: 37,273米ドル - 性別 - 男性: 28,884米ドル - 女性: 19,672米ドル - 人口1人あたり収入: 17,250米ドル - 貧困線以下 - 対人口: 13.1% - 対家族数: 9.0% - 18歳未満: 17.1% - 65歳以上: 11.9% |

## 都市と町
- コンコード
- フェアフィールドベイ
- ドラスコ
- グリアズフェリー
- ヒーバースプリングス - 郡庁所在地
- ヒグデン
- クィットマン

## 郡区
アーカンソー州の郡はさらに郡区に小区分されている。各郡区には未編入領域と、編入済み自治体がある。現代の郡区にはその維持目的が限られたものになっている。アメリカ合衆国国勢調査局は郡区を元に人口を集計している。また系図調査など歴史的な目的には価値がある。1つ以上の郡区に入っている町や都市は統計調査に基づいて扱われる。クリバーン郡の郡区は下記リストの24区であり、その中に含まれる町や都市を括弧書きしている。
- カリフォーニア
- センターポスト
- クレイトン
- イーストピータークリーク
- フランシス
- ガイルズ（グリアズフェリー）
- グラッシー（コンコード）
- ヒーリングスプリングス
- ヒーバー（ヒーバースプリングスの大半）
- マクジェスター
- モーガン（フェアフィールドベイの部分）
- マウンテン
- ノースカドロン（クィットマンの部分）
- ピケンズ
- パイン
- パイニー
- ポフ
- セイリーン（ヒグデン）
- サウスカドロン）(クィットマンの部分）
- シュガーキャンプ
- シュガーローフ
- バレー（ヒーバースプリングスの部分））
- ウェストピータークリーク（タンブリングショールズ）
- ウィルバーン